# برج تی‌اف۱
برج تی‌اف۱ (فرانسوی: Tour TF1‎) ساختمان اداری ۱۴ طبقه مستقر در بولونی-بیانکور، فرانسه و متعلق به گروه تی‌اف۱ است، که در سال ۱۹۹۲ احداث گردید.